# Нікітін Анатолій Глібович
Анатолій Глібович Нікітін — вчений-математик.

## З життєпису
Народився 25 грудня 1945 року в Києві у родині службовців, його батьки-фронтовики зустрілись під час війни. Вищу освіту Анатолій Глібович отримав у Київському національному університеті, закінчивши 1969 року фізичний факультет за спеціалізацією теорія елементарних частинок, де виконував дипломну роботу під керівництвом академіка Остапа Степановича Парасюка, який і познайомив А. Г. Нікітіна з майбутнім науковим керівником і співавтором Вільгельмом Іллічем Фущичем. Після університету А. Г. Нікітін протягом двох років проходив службу в армії на посаді начальника зміни радіолокаційного комплексу; а потім одразу вступив до аспірантури Інституту математики НАН України.
Він працює в Інституті математики з 1974 року, а з 1997 року обіймає посаду завідувача відділу прикладних досліджень.
Кандидат фіз.-мат. наук (1974), доктор фіз.-мат. наук (1987), професор (2001), член-кореспондент НАН України (2009).
Наукові результати А. Г. Нікітіна відзначено Державною премією України (2001 р.) та премією ім. М. М. Крилова НАН України (2010 р.), його нагороджено медалями ім. академіка М. В. Остроградського (2001 р.) та ім. Ернста Маха Чеської академії наук (2006 р.).
Основною тематикою наукових досліджень А. Г. Нікітіна є симетрія моделей математичної фізики та застосування методів теорії груп до складних систем диференціальних рівнянь. Ним отримано багато важливих результатів у галузі математичної фізики. Зокрема, побудовано зображення важливих груп та супергруп, знайдено нові симетрії ряду фундаментальних рівнянь, побудовано і розв'язано рівняння руху квантово-механічних частинок з довільним спіном, що взаємодіють із зовнішніми полями та отримано точні розв'язки складних нелінійних моделей математичної фізики. Його останні за часом результати включають класифікацію суперсиметричних та суперінтегровних моделей квантової механіки з матричними потенціалами. Він опублікував понад 150 наукових робіт, серед яких дві монографії, що були перевидані закордоном. Результати Анатолія Глібовича дістали широке визнання у науковому світі. За станом на 2015 рік вони понад 1500 разів цитувалися у наукових журналах та монографіях (у це число не входять самоцитування), що є високим результатом для математичних робіт.
Поряд з науковою діяльністю А. Г. Нікітін викладав вищу математику у Вищому військовому училищі сухопутних військ (1993—1998) та Національному університеті авіаційних технологій (1998—1999). З 1998 року читає спецкурси у Київському національному університеті імені Тараса Шевченка. Серед його учнів 13 кандидатів наук, більшість з яких працює у вищих навчальних закладах України, Чехії та Сполучених Штатів Америки. Ним було організовано та проведено багато представницьких міжнародних конференцій, серед яких сьома конференція «Симетрії у нелінійній математичній фізиці» (Київ, 2007), що зібрала більше як 250 учасників з понад 40 країн світу.
У 2015 році Нікітіна обрано президентом Київського математичного товариства.
А. Г. Нікітін є членом редакційних колегій Українського математичного журналу, Українського математичного вісника та міжнародного науково-освітнього сайту «Світ математичних рівнянь» (EqWorld), радником редакції журналу «Journal of Physics A: Mathematical and Theoretical». Він також є головним редактором електронного журналу «Симетрія, інтегрованість та геометрія: методи та застосування» (SIGMA), що має на сьогодні найвищий імпакт-фактор серед усіх наукових часописів України.
1. W.I. Fushchich and A. G. Nikitin, Symmetries of Equations of Quantum Mechanics, N.Y., Allerton Press Inc., 1994. 480 pp. (Extended and revised version of the russian edition).
2. В. И. Фущич, А. Г. Никитин, Симметрия уравнений квантовой механики, Москва: Наука, 1990. — 400 с.    Full text: pdf  (19,4 Mb), djvu  (5,7 Mb).  Viewer for djvu-files (freeware).
3. W. I. Fushchich and A. G. Nikitin, Symmetries of Maxwell's equations, D.Reidel, Dordrecht, 1987. 220 pp. (Extended and revised version of the russian edition)
4. В. И. Фущич, А. Г. Никитин, Симметрии уравнений Максвелла, Наукова Думка, Киев, 1983. 200 с.